# Las hijas de la señora García
Las Hijas de la Señora García (no Brasil: As Filhas da Senhora Garcia) é uma telenovela mexicana produzida por José Alberto Castro para a TelevisaUnivision e exibida pelo Las Estrellas de 11 de novembro de 2024 a 2 de março de 2025, substituindo El precio de amarte e sendo substituída por El gallo de oro.
É um remake da telenovela turca Fazilet Hanım ve Kızları, de 2017, criada por Sırma Yanık.
É protagonizada por María Sorté, Ela Velden, Oka Giner, Brandon Peniche e Emmanuel Palomares, com atuações antagônicas de Juan Diego Covarrubias, Geraldine Bazán, Macarena Miguel, Claudia Bouza e Nuria Bages. Conta ainda com a atuação especial de Álex Perea, além da participação dos primeiros atores Guillermo García Cantú e Luis Gatica, e das primeiras atrizes Mónica Dionne, Roxana Castellanos, Arlette Pacheco e Alejandra Jurado.

## Enredo
Ofelia García (Maria Sorté) é uma mulher que sonha com luxo e riqueza, e para realizar seus sonhos ela usa sua filha mais nova Mar (Ela Velden). Ela a leva para testes para que ela possa se tornar famosa e, embora Mar seja uma mulher bonita, ela não conseguiu chegar a lugar nenhum. Em contraste, Valeria (Oka Giner), a filha mais velha da Senhora García, é uma mulher com uma beleza natural, mas escondida, que cuida de sua família. Para ela, não há escolha a não ser trabalhar duro, o que a faz entrar em choque com sua mãe, porque isso a lembra muito de seu falecido marido.
Arturo Portilla (Brandon Peniche), filho de uma das famílias têxteis mais importantes do país, anuncia que haverá uma busca para encontrar a mulher que será a próxima imagem de sua linha de roupas esportivas e Ofelia vê isso como a oportunidade perfeita para mudar sua vida para que ela e suas filhas possam deixar a pobreza para trás. Enquanto isso, a família Portilla está passando por um dos piores momentos de suas vidas, com a morte de Cecília (Laura Flores), a matriarca da família. Leonardo (Juan Diego Covarrubias) é o filho mais velho, mas todos sabem que Paula (Geraldine Bazán), sua esposa, está com ele por interesse. Arturo é um mulherengo inveterado. Nicolás (Emmanuel Palomares) é o mais responsável de todos e a mais nova é Camila (Macarena Miguel), que nunca quis trabalhar na empresa.
Os destinos das duas famílias se unem quando Ofelia assume a função de governanta na mansão dos Portilla e decide levar Mar com ela, com a intenção de apresentá-la à família, já que está determinada a que Mar seja a imagem da nova linha de roupas. Ao mesmo tempo, a personalidade dura de Valeria, que conhece Arturo na academia onde trabalha, muda o jeito de ser de Arturo e, com o passar do tempo, ele se apaixona por ela, sem imaginar que Nicolás também encontra o amor com Valeria, que captura seu coração por seu jeito de ser. Para completar, Luis Portilla (Guillermo García Cantú), comovido pela doçura de Mar, decide protegê-la quando ela está mais vulnerável e, para surpresa de todos, toma uma decisão que muda a vida das duas famílias, sem imaginar as complicações que isso desencadeará.

## Elenco
- María Sorté - Ofelia García
- Guillermo García Cantú - Luis Portilla Alcocer
- Ela Velden - Mar Sánchez García de Portilla
- Oka Giner - Valeria Sánchez García
- Brandon Peniche - Arturo Portilla Borbón
- Juan Diego Covarrubias - Leonardo Portilla Borbón
- Emmanuel Palomares - Nicolás Portilla Borbón / Nicolás Portilla Lara
- Monica Dionne - Graciela Portilla Alcocer
- Geraldine Bazán - Paula Escalante de Portilla
- Álex Perea - Juan Chávez Guzmán
- Luis Gatica - Jacinto Chávez
- Roxana Castellanos - Susana Guzmán de Chávez
- Arlette Pacheco - Gloria González
- Macarena Miguel - Camila Portilla Borbón
- Alejandra Jurado - Amparo
- Claudia Bouza - Priscila Góngora
- Nuria Bages - Rocío Lara
- Laura Flores - Cecilia Borbón de Portilla
- Fabricio Mercado - Francisco Góngora
- Amairani Calderon - Guadalupe "Lupita"
- Luisa Mendieta
- Stephanie Haddad - Jimena
- Manuel Alcaraz - Saúl Jiménez
- Vanessa Mateo
- Fabio Levy
- César Maluenga
- Gabie Lazcano
- Yolanda Mendieta
- Fernando Landart
- Fernanda Franco
- Zaira Navarro
- Lucía Pailles
- Jorge de Marin - Dr. Linares
- Charlie Anderle - José María "Chema"
- Paulino Fortachin
- Ernesto Díaz del Castillo
- Daniela Martínez - Michelle
- Sian Chiong - Mateo Jiménez

### Participação Especial
- Yadhira Carrillo - Carolina Guillén

## Produção

### Desenvolvimento
Em maio de 2024, foi relatado que José Alberto Castro estaria produzindo uma telenovela intitulada Señora. Em julho de 2024, foi anunciado que a telenovela seria um remake da telenovela turca de 2017, Fazilet Hanım ve Kızları. As filmagens começaram em 5 de agosto de 2024, com Las hijas de la señora García sendo confirmado como o título da telenovela. Devido a grande audiência e repercussão no México, foram gravados dois finais para a história.

### Elenco
Em 3 de julho de 2024, María Sorté foi anunciada no papel principal, com Juan Diego Covarrubias escalado para o papel principal. Uma semana depois, Oka Giner, Ela Velden, Brandon Peniche, Álex Perea, Emmanuel Palomares, Guillermo García Cantú e Geraldine Bazán foram escalados para os papéis principais. Membros adicionais do elenco foram anunciados em 5 de agosto de 2024.

## Exibição no Brasil
Está sendo exibida pelo SBT desde 7 de julho de 2025, às 21h00, substituindo a reapresentação de A Caverna Encantada. A novela marca o retorno de produções mexicanas inéditas no horário nobre desde a exibição da série-novela A Usurpadora em 2021. A trama também era exibida aos sábados com um resumo dos capítulos da semana, mas ficando apenas no mês de julho, além de transmitir maratonas semanais nos sábados e nos domingos no canal fast +Novelas do serviço de streaming +SBT.

## Audiência

### No México
| Horário               | # Eps. | Estreia                | Estreia           | Final              | Final           | Posição | Temporada | Classificação geral |
| Horário               | # Eps. | Data                   | Primeiro capítulo | Data               | Último capítulo | Posição | Temporada | Classificação geral |
| --------------------- | ------ | ---------------------- | ----------------- | ------------------ | --------------- | ------- | --------- | ------------------- |
| Segunda – Sexta 21h30 | 82     | 11 de novembro de 2024 | 2.09              | 2 de março de 2025 | 6.74            | #1      | 2024-2025 | 2.25                |

### No Brasil
| Horário               | # Eps. | Estreia            | Estreia           | Final | Final           | Posição | Temporada | Classificação geral |
| Horário               | # Eps. | Data               | Primeiro capítulo | Data  | Último capítulo | Posição | Temporada | Classificação geral |
| --------------------- | ------ | ------------------ | ----------------- | ----- | --------------- | ------- | --------- | ------------------- |
| Segunda – Sexta 21h00 |        | 7 de julho de 2025 | 3,1               |       |                 | #3      | 2025-2026 |                     |

Estreou com 3,1 pontos, não alterando os números do horário nobre. O segundo capítulo registrou 3,5 pontos. Em 16 de julho de 2025 bateu recorde com 3,9 pontos, chegando a 5 de pico. No dia seguinte (17) registrou 4 pontos. Em 23 de julho de 2025 registrou 5 pontos, chegando a 5,5 de pico, assumindo pela primeira vez a vice-liderança no confronto contra Paulo, o Apóstolo.